# 白霸
白霸（?—?），东汉时龟兹王。
白霸原是龟兹派到的汉朝侍子。永元三年（91年），汉和帝纳西域都护班超建议，封白霸为龟兹王。派司马姚光送他回国。班超和姚光一起胁迫龟兹，废除原国王尤利多立白霸。见于记载的龟兹白姓，从白霸开始。106年，西域各国背叛汉朝，西域都护段禧和西域长史、骑都尉赵博据守在它乾城。它乾城是个小城，西域副校尉梁慬游说龟兹王白霸，说他愿意进入龟兹，和他共同守城。白霸同意。龟兹的官民劝阻，白霸不听。梁慬进入龟兹城以后，派将领前去迎接段禧和赵博，汉军汇合为八九千人。龟兹的官民背叛了龟兹王，与温宿、姑墨两国联合造反，军队达数万人，围攻龟兹城。梁慬出城迎战，大破联军，龟兹局势才告平定。